# Audrey Dussutour
Audrey Dussutour, née le 31 décembre 1977 à Rodez, est une scientifique française, spécialiste des fourmis et des organismes unicellulaires.

## Biographie
Audrey Dussutour est née le 31 décembre 1977 à Rodez dans l'Aveyron, en France.
Ses études l'amènent à un doctorat à l'université Paul Sabatier de Toulouse. Elle publie une thèse en éthologie nommé : organisation spatio-temporelle des déplacements collectifs chez les fourmis. À l'issue de ses post-doctorats à la Concordia University (Canada) et à l'University of Sidney (Australie), elle est recrutée au CNRS en 2009. D'abord comme chercheuse puis comme directrice de recherche.
Elle est spécialiste des fourmis et des organismes unicellulaires, tel que Physarum polycephalum, communément appelé « blob ». Ses recherches sur Physarum polycephalum l'ont menée en Australie, au Japon et en Suède.
Audrey Dussutour fait également partie du comité éditorial de plusieurs journaux scientifiques : Scientific Reports, Journal of Animal Ecology et Swarm Intelligence (Springer Nature).

## Travaux
Audrey Dussutour est l'autrice de plusieurs publications scientifiques, présentant ses travaux de recherche sur les fourmis ou les myxomycètes et publiées dans diverses revues internationales, notamment celles de la Royal Society.
En 2017, elle publie aux éditions des Équateurs l'ouvrage : Tout ce que vous avez toujours voulu savoir sur le blob sans jamais oser le demander.
À partir du 12 octobre 2021, elle participe à l'expérience Élève Ton Blob, expérience éducative proposée par le CNES et le CNRS, consistant à envoyer un blob à bord de l'ISS, et à inviter des classes à mener la même expérience que celle qui est menée en micropesanteur. Initialement prévue pour 2 000 classes en France, cette expérience réunit finalement 4 500 établissements scolaires français.

## Ouvrages
- Tout ce que vous avez toujours voulu savoir sur le blob sans jamais oser le demander, Éditions des Équateurs, 20 avril 2017, 179 p. (ISBN 978-2-84990-498-5).
- Audrey Dussutour et Antoine Wystrach (préf. Mathieu Vidard), L’odyssée des fourmis, Paris, Éditions Grasset, 6 avril 2022, 448 p. (ISBN 978-2-246-81719-2, EAN 9782246817192).
- Moi le blob (ill. Simon Bailly), Éditions HumenSciences, 5 octobre 2022, 248 p., 16,6 × 24 cm (ISBN 978-2379315589, EAN 9782379315589, présentation en ligne).
- Les champignons de l'apocalypse, Bernard Grasset, coll. « Terres et Sciences », 16 avril 2025, 368 p. (ISBN 978-2-246-83564-6, présentation en ligne).

## Décoration
- Chevalier de l'ordre national du Mérite (21 mai 2021)

## Distinctions
Audrey Dussutour a obtenu plusieurs prix dont :
- Prix Le Monde de la Recherche en 2007[9].
- Outstanding Paper Prize en 2008, décerné par le Journal of Experimental Biology.
- Prix Adolphe Wetrems en 2011, de l'Académie des sciences de Belgique[10].
- Prix du livre Sciences pour tous en 2018, pour l'ouvrage Tout ce que vous avez toujours voulu savoir sur le blob sans jamais oser le demander[11].
- Médaille de la médiation scientifique du CNRS en 2021 pour ses actions dans ce domaine, notamment pour ses travaux autour du blob[12].
- Membre associée de l'Académie royale des sciences, des lettres et des beaux-arts de Belgique en 2023[13].